# Тича (стадион)
Стадион Тича (болг. стадион «Тича») — многофункциональный стадион в Варне, Болгария, расположенный в жилом квартале Чайка. В настоящее время стадион используется для проведения футбольных матчей и является домашней ареной футбольного клуба Черно Море. Он рассчитан на 8250 зрителей. Стадион назван в честь предыдущего арендатора клуба, СК «Тича», и прежнего названия реки Камчия, расположенной в 20 километрах к югу от центра города.

## История
Стадион был построен и достроен в 1968 году с помощью волонтеров и болельщиков по инициативе тогдашнего президента клуба Владимира Чакарова. С момента первого открытия стадион развивался очень мало, и в настоящее время его теоретическая вместимость составляла 12 500 человек, однако после небольшой реконструкции в 2008 году, в ходе которой на всех трибунах были установлены современные пластиковые сиденья, вместимость стадиона составила 8 250. В 2015 году также была начата последующая реконструкция, и в 2016 году клуб получил 1 млн лева от Министерства молодежи и спорта Болгарии на установку прожекторов и светодиодного табло.
Непосредственная близость стадиона к главному перекрестку бульваров и жилым зданиям, а также нехватка места для близлежащей парковки для болельщиков побудили клуб переехать на новый стадион большего размера, строительство которого планируется завершить к концу 2018 года.

## Сегодняшний день стадиона Тича
На стадионе уложено естественное травяное покрытие. Сам стадион не соответствует международным требованиям европейского футбольного союза УЕФА для проведения футбольных матчей. По этой причине международные футбольные матчи под эгидой УЕФА на стадионе Тича не проводятся. Футболисты команды Черно море участвуют в матчах европейской футбольной лиги, проводят их на других стадионах.